# Jesper Knudsen (bádminton)
Jesper Knudsen (22 de noviembre de 1960) es un deportista danés que compitió en bádminton. Ganó una medalla de bronce en el Campeonato Europeo de Bádminton de 1990, en la prueba de dobles mixto.

## Palmarés internacional
| Campeonato Europeo | Campeonato Europeo | Campeonato Europeo | Campeonato Europeo |
| Año                | Lugar              | Medalla            | Prueba             |
| ------------------ | ------------------ | ------------------ | ------------------ |
| 1990               | Moscú (URSS)       | Medalla de bronce  | Dobles mixto       |